# Gueuze
Cet article court présente un sujet plus développé dans : Lambic.

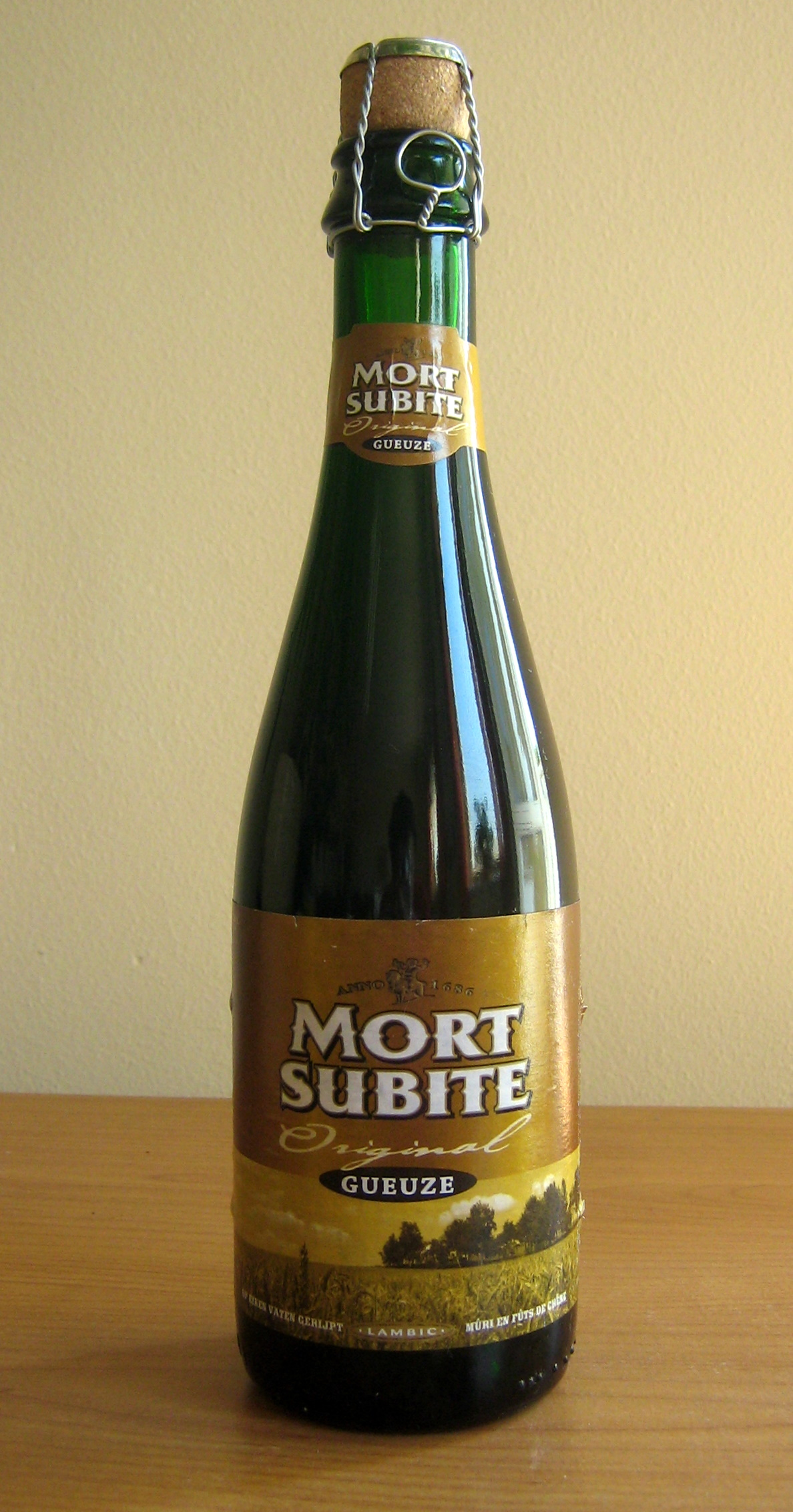
Bouteille de gueuze.

La gueuze  (parfois gueuse) (en néerlandais,  parfois geuze) est un type de bière obtenue à partir de l'assemblage de bières lambic. Des lambics jeunes (de 6  à   12 mois) et vieux (jusqu'à 3 ans) sont mélangés et la bière subit une seconde fermentation.
Bien que le lambic soit rarement commercialisé en bouteille, les noms des deux bières sont parfois utilisés l'un pour l'autre.

## Brasseurs et assembleurs

### Brasseries deBruxelles, duPajottenlandet de lavallée de la Senne
- Brasserie Belle Vue, Zuen (Leeuw-Saint-Pierre, Sint-Pieters-Leeuw, en néerlandais)  (appartient au groupe AB Inbev)
- Brasserie Boon, Lembecq (Lembeek en néerlandais) (membre du HORAL)
- Brasserie Cantillon, Bruxelles (Anderlecht)
- Brasserie De Troch, Wambeek (membre du HORAL)
- 3 Fonteinen, Beersel (membre du HORAL)
- Brasserie Girardin,  Chapelle-Saint-Ulric (Sint-Ulriks-Kapelle en néerlandais) (membre du HORAL)
- Brasserie Lambiek Fabriek, Ruysbroeck (Ruisbroek en néerlandais)
- Brasserie Den Herberg, Buizingen (membre du HORAL)
- Brasserie Lindemans, Vlezenbeek (membre du HORAL)
- Brasserie Mort Subite, Kobbeghem (Kobbegem en néerlandais) (appartient au groupe Heineken S.A. et membre du HORAL)
- Brasserie Timmermans, Itterbeek (appartient au groupe John Martin et membre du HORAL)
- Brussels Beer Project, Dansaert (Bruxelles)[1]

### Assembleurs (Coupeurs)
- Gueuzerie De Cam, Gooik (membre du HORAL)
- Gueuzerie Hanssens, Tourneppe (Dworp en néerlandais)(membre du HORAL)
- Oud Beersel, Beersel (membre du HORAL)
- Gueuzerie Tilquin, Bierghes (membre du HORAL)

### Brasseries de Flandre Occidentale
- Brasserie Omer Vander Ghinste Bellegem
- Brasserie Van Honsebrouck, Ingelmunster